# Gruppo risolubile
In algebra, un gruppo risolubile è un gruppo {\displaystyle G} che possiede una serie normale abeliana, ovvero tale che esiste una catena di sottogruppi
{\displaystyle \{e\}\subseteq H_{1}\subseteq H_{2}\subseteq \cdots \subseteq H_{n-1}\subseteq H_{n}=G}
(dove {\displaystyle e} è l'elemento neutro del gruppo) in cui ogni {\displaystyle H_{i}} è normale in {\displaystyle H_{i+1}} e il quoziente {\displaystyle H_{i+1}/H_{i}} è abeliano. Se {\displaystyle G} è un gruppo finito è equivalente richiedere che questi quozienti siano non solo abeliani, ma ciclici.
I gruppi risolubili prendono il nome dalla teoria di Galois: infatti un polinomio è risolubile per radicali su un campo {\displaystyle F} di caratteristica zero se e solo se il suo gruppo di Galois su {\displaystyle F} è risolubile.

## Esempi
Ogni gruppo abeliano è banalmente risolubile attraverso la serie {\displaystyle \{e\}\subseteq G}. Altri esempi di gruppi di cui è facile dimostrare la risolubilità  sono i gruppi diedrali {\displaystyle D_{n}} e i p-gruppi, cioè i gruppi con {\displaystyle p^{n}} elementi (con {\displaystyle p} numero primo); anche i gruppi nilpotenti sono risolubili.
William Burnside dimostrò nel 1904 che sono risolubili tutti i gruppi di ordine {\displaystyle p^{n}q^{m}}, con {\displaystyle p} e {\displaystyle q} primi dispari; la sua congettura che questo valesse anche per tutti i gruppi di ordine dispari fu dimostrata nel 1963 da Walter Feit e John Griggs Thompson; questo risultato, noto come teorema di Feit-Thompson, fu un importante passo verso la classificazione dei gruppi semplici finiti.
Il più piccolo gruppo non risolubile è il gruppo alterno {\displaystyle A_{5}}, con 60 elementi. Ogni gruppo semplice non abeliano, non possedendo sottogruppi normali, non è risolubile; altri esempi importanti di gruppi non risolubili sono i gruppi simmetrici {\displaystyle S_{n}}, per {\displaystyle n} maggiore o uguale a {\displaystyle 5}; questi sono importanti nel contesto della teoria di Galois, in quanto il polinomio generale di grado {\displaystyle n} ha come gruppo di Galois proprio {\displaystyle S_{n}}, e quindi non è risolubile per radicali.

## Proprietà
In virtù dei teoremi di isomorfismo, sia i sottogruppi che i quozienti di un gruppo risolubile sono risolubili; nessuno di questi due criteri può essere tuttavia invertito, in quanto ogni gruppo contiene sottogruppi abeliani (quindi risolubili) e ogni gruppo ha come quoziente {\displaystyle G/G}, cioè il gruppo col solo elemento neutro, che è ovviamente risolubile. Combinare queste due proprietà dà tuttavia un criterio sufficiente: se {\displaystyle N} è un sottogruppo (normale) di {\displaystyle G} e sia {\displaystyle N} che {\displaystyle G/N} sono risolubili allora anche il gruppo {\displaystyle G} è risolubile. Attraverso questa proprietà si dimostra che il prodotto diretto di un numero finito di gruppi risolubili è ancora risolubile.
Una caratterizzazione dei gruppi risolubili può essere data anche attraverso la sua serie derivata: detto {\displaystyle G'} il sottogruppo derivato di {\displaystyle G}, cioè il sottogruppo generato dai commutatori di {\displaystyle G} (gli elementi nella forma {\displaystyle xyx^{-1}y^{-1}} al variare di {\displaystyle x} e {\displaystyle y} in {\displaystyle G}), un gruppo è risolubile se e solo se la successione
{\displaystyle G\supseteq G'\supseteq G''\cdots \supseteq G^{(m)}\cdots }
in cui ogni sottogruppo è il derivato del precedente, raggiunge il sottogruppo banale {\displaystyle \{e\}}, oppure, in modo equivalente, se esiste un {\displaystyle n\in \mathbb {N} } tale che
{\displaystyle G^{(n)}=\{e\}}
Per i gruppi finiti, la risolubilità equivale all'esistenza di una serie di composizione i cui fattori siano tutti gruppi semplici abeliani; questo non vale per i gruppi infiniti, perché, ad esempio, sebbene {\displaystyle \mathbb {Z} } degli interi sia risolubile (perché abeliano) ha ogni sottogruppo non banale isomorfo a sé stesso, e quindi non possiede una serie di composizione.